# Préhistoire de la Scandinavie

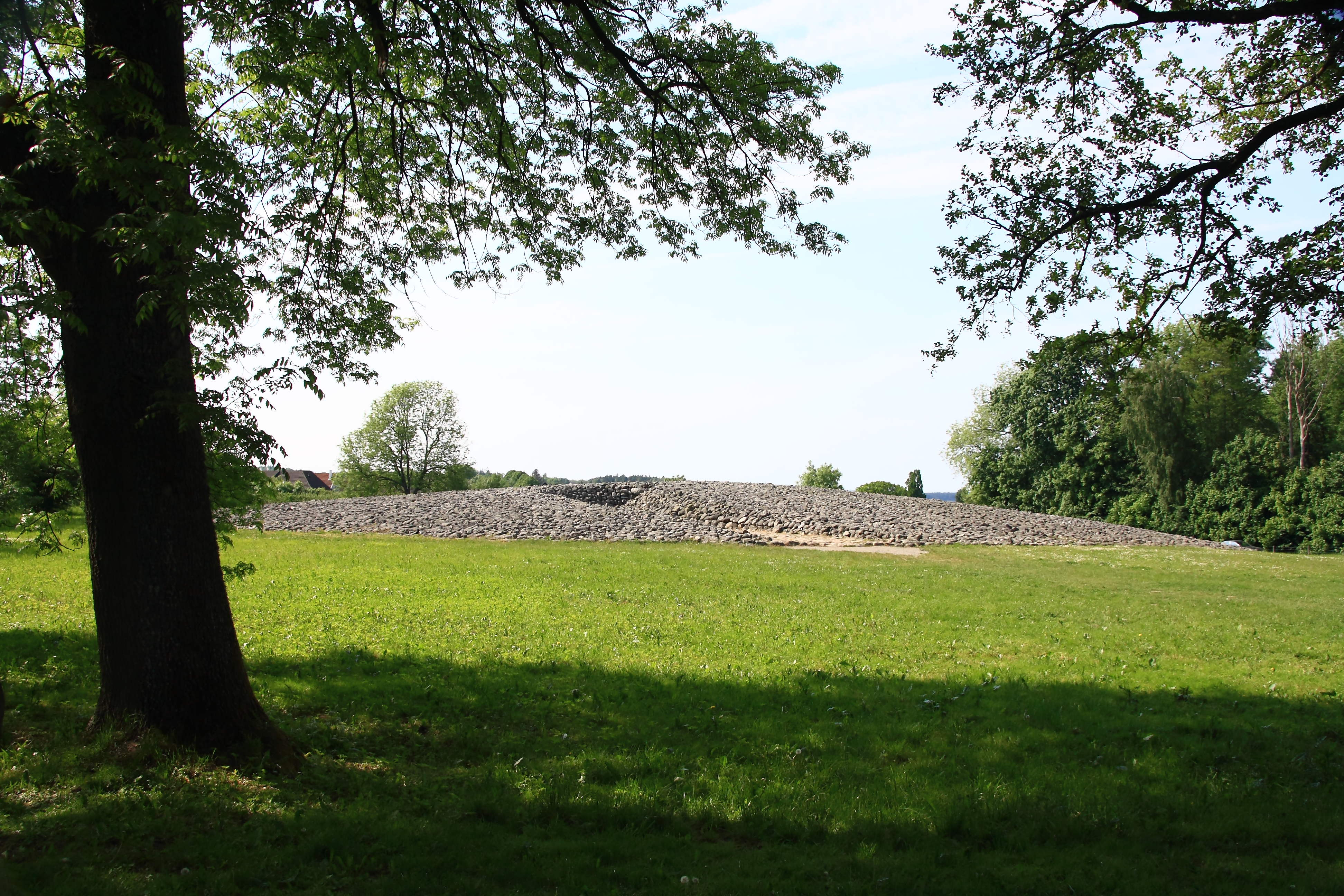
La tombe royale de Kivik, sépulture de l’âge du bronze danois sous cairn, datée d'environ -1000

La préhistoire de la Scandinavie commence à la fin du Pléistocène, à la suite du retrait de la calotte glaciaire fenno-scandienne de la dernière période glaciaire. L'âge de pierre nordique débute avec la culture d'Ahrensburg du Paléolithique supérieur, cédant la place aux chasseurs-cueilleurs du Mésolithique au VIIe millénaire av. J.-C. Dans cette partie de l'Europe, le Mésolithique se prolonge jusque vers 4000 av. J.-C., l’abondance des ressources marines entraînant une augmentation de la population pré-agricole locale.
L'arrivée du Néolithique est tardive (~ 3900 av. J.-C.), la culture des vases à entonnoir étant la première à pratiquer l'agriculture.
Vers 2000 av. J.-C., le métal est introduit en Scandinavie par la culture de la céramique cordée. La culture des haches de combat, forme spécifique de la culture de la céramique cordée, est connue grâce à quelque 3 000 tombes. La période 2500-500 av. J.-C. a également laissé de nombreux vestiges visibles, notamment les milliers de gravures rupestres (pétroglyphes) dans l'ouest de la Suède à Tanumshede et en Norvège à Alta. Une culture plus avancée apparaît avec l’âge du bronze nordique (vers 2000/1750-500 avant notre ère). Elle est suivie par l'âge du fer au IVe siècle avant notre ère.

## Âge de pierre

### Paléolithique supérieur
Lorsque la glace a reculé avec le réchauffement, les rennes sont venus paître dans les plaines du sud de la Suède et du Danemark. Les données archéologiques semblent indiquer que l'homme arrive en Scandinavie autour de 11 700 ans selon deux itinéraires différents: l'un par le sud, l'autre par le nord-est. Le centre de la péninsule scandinave est encore occupé par les glaciers, mais la côte norvégienne de l'Atlantique Nord est libérée des glaces et permet l'accès à ces régions du second groupe. Ces deux groupes se sont rencontrés et se sont mélangés en Scandinavie.
Les analyses d'ADN ancien effectuées à partir des squelettes des chasseurs-cueilleurs scandinaves ont montré qu'ils étaient issus de deux populations mésolithiques : les chasseurs-cueilleurs de l'Ouest (WHG) originaires de l'Europe de l'Ouest, du centre et du Sud et les chasseurs-cueilleurs de l'Est (EHG) originaires de l'Europe du Nord-Est. Les individus étudiés sont de l'haplogroupe mitochondrial U5a1, les autres individus à l'Est de la Scandinavie de l'haplogroupe U4. Tous les hommes sont de l'haplogroupe du chromosome Y I2 typique des chasseurs cueilleurs européens avant le Néolithique. Ces populations montrent des modèles d'adaptation génétique aux environnements de haute latitude, notamment certains gènes associés aux performances physiques qui pourraient contribuer à l'adaptation au froid ou encore des gènes de la pigmentation de la peau qui montrent une combinaison unique en Europe au Mésolithique avec une peau claire et des yeux de couleurs diverses du bleu au marron clair.
À l'époque de la culture d'Ahrensburg, les tribus chassaient sur de vastes territoires et vivaient dans des lavvus sur la toundra. Il y avait peu de forêts dans cette région à l'exception de bouleaux et de sorbiers, mais la taïga apparaissait progressivement.

### Mésolithique
Au cours du VIIe millénaire av. J.-C., quand les rennes et les chasseurs ont migré vers le Nord de la Scandinavie, les forêts s’étaient installées dans le pays. La culture des maglemosiens s’est développée au Danemark et dans le Sud de la Suède. Au nord, en Norvège et dans la plus grande partie de la Suède, s’est installée la culture de Fosna-Hensbacka, qui vivait surtout à la lisière de la forêt. Les chasseurs-cueilleurs du nord suivaient les migrations des troupeaux et des saumons, vers le sud pendant l'hiver, vers le nord à nouveau au cours de l’été. Ces premiers peuples avaient des traditions culturelles semblables à celles qui étaient pratiquées à travers d'autres régions du Grand Nord, y compris celles qui correspondent aux territoires modernes de la Finlande, de la Russie, et de l’autre côté du détroit de Béring, les régions de la bande nordique de l'Amérique du Nord.

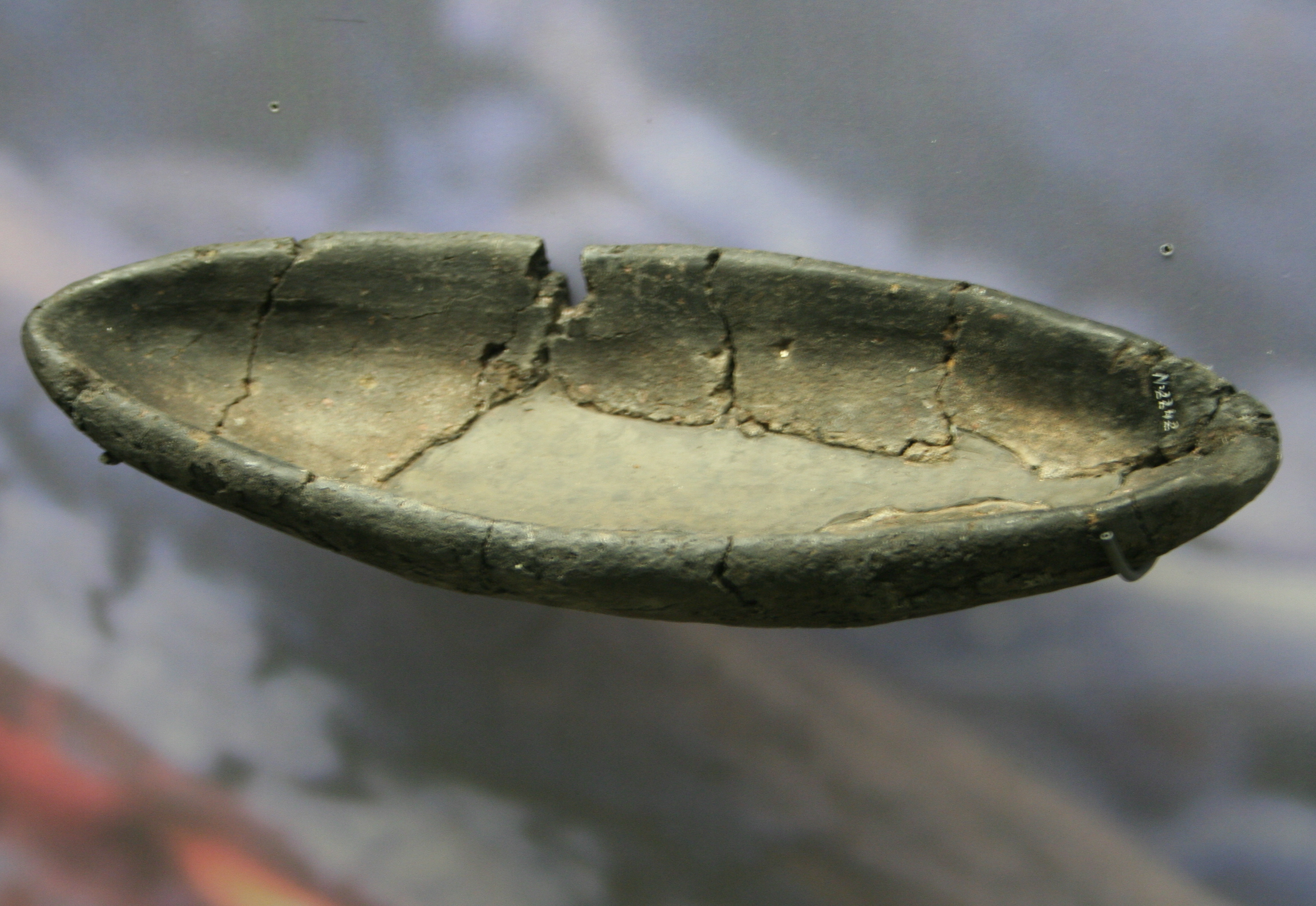
Maquette de bateau en céramique. Musée archéologique d'État Schleswig-Holstein, château de Gottorf

Au cours du VIe millénaire av. J.-C., le Sud de la Scandinavie était couvert de forêts mixtes (résineux et feuillus). La faune comportait des aurochs, des bisons d'Europe, des élans et des cerfs. La culture des Kongemosiens était dominante au cours de cette période. Ces peuples chassaient le phoque et pratiquaient la pêche dans des eaux riches en ressources halieutiques. Au nord du territoire du peuple Kongemose vivaient d'autres chasseurs-cueilleurs présents dans la plupart des régions du Sud de la Norvège et de la Suède et appartenant aux cultures Nøstvet et Lihult, descendant des cultures Fosna et Hensbacka. Vers la fin du VIe millénaire av. J.-C., la culture Kongemose a été remplacée dans le Sud par la culture d'Ertebølle. À la différence de la culture du maglemosien qui semble avoir subsisté sur une base alimentation mixte terrestre / eau douce, les populations des cultures successives de Kongemose (ca. 6400–5400 avant notre ère) et d'Ertebølle (ca. 5400–3900) utilisent principalement les ressources marines.
Si l'introduction de l'agriculture a provoqué une forte augmentation de la population à travers l'Europe, dans le sud de la Scandinavie, celle-ci est précédée par environ 500 ans de croissance démographique soutenue. Cette croissance a été tirée par une production marine améliorée conditionnée par le maximum thermique holocène, une période de température, de niveau de la mer et de salinité élevés dans les eaux côtières. Les chercheurs identifient deux périodes d'augmentation de la production marine à travers les niveaux trophiques (P1 5600–5100 et P2 4400–3900 ans cal. avant notre ère) qui coïncident avec une collecte nettement accrue de mollusques et une accumulation de coquillages, indiquant une plus grande disponibilité des ressources marines. Entre ~ 5600–3900 avant notre ère, l'exploitation intense d'un environnement marin plus chaud et plus productif par des chasseurs-cueilleurs mésolithiques a stimulé le développement culturel, y compris l'innovation technologique maritime, et de ca. 4400–3900 avant notre ère, a soutenu une croissance quadruple de la population humaine.

### Néolithique

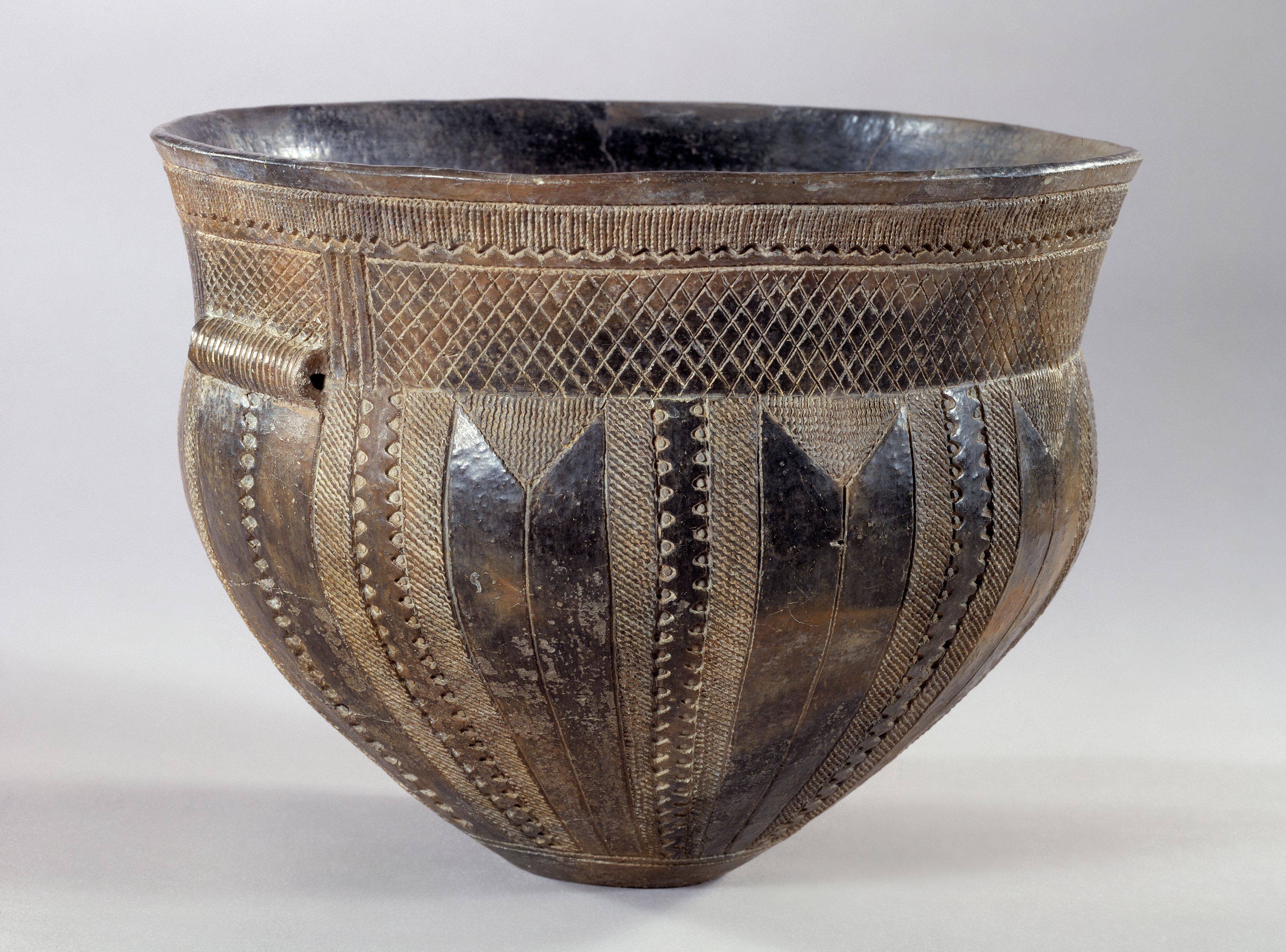
Vase de Skarpsalling, culture des vases à entonnoir, Danemark, 3200 avant notre ère

Au cours du Ve millénaire av. J.-C., les populations de la culture d'Ertebølle apprennent les techniques de la poterie des populations voisines plus au Sud, qui avaient commencé à cultiver la terre et à élever des animaux. La raison pour laquelle l’expansion agricole néolithique s’est arrêtée pendant 1 000 ans avant d’entrer dans le sud de la Scandinavie reste un mystère. Il se peut que l’arrivée du Néolithique ait été compliquée par une forte densité de population de chasseurs-cueilleurs au Mésolithique en raison d'un environnement marin et côtier très productif. Il a également été avancé que les conditions climatiques modifiées autour de (~ 4000 av. J.-C. étaient devenues un moteur en accroissant le potentiel agricole plus au nord, mais d’autres études n’ont pas confirmé cette hypothèses.
L'arrivée du Néolithique est tardive (~ 3900 av. J.-C.) et est introduite par les populations du courant danubien. Des similitudes dans la culture matérielle et les activités d'extraction de silex semblent suggérer que les premiers agriculteurs du sud de la Scandinavie étaient originaires ou avaient des relations sociales étroites avec la culture de Michelsberg d'Europe centrale. Elle a pour conséquence un changement profond de la population de la région avec relativement peu de contribution de la population de chasseurs-cueilleurs locaux. Le mélange chasseurs-cueilleurs observé chez les individus danois semble s'être produit avant l'arrivée des agriculteurs entrants dans la région, probablement en Europe centrale.
Le long des côtes de la Baltique occidentale du nord de l'Allemagne, du Danemark et du sud de la Suède, les premiers indices d'animaux domestiqués et de plantes cultivées apparaissent vers 4 000 cal av. J.-C associés à l'émergence de la culture des vases à entonnoir (TRB). Contrairement à d'autres régions d'Europe, l'exploitation du gibier terrestre sauvage et la pêche continuent d'être économiquement importantes. Les mégalithes du centre-nord de l'Europe ont été construits principalement à l'époque de la TRB.
Au cours du IVe millénaire av. J.-C., ces populations se sont étendues en Suède vers l'Uppland. Les porteurs de la culture Nøstvet et Lihult ont appris de nouvelles technologies des agriculteurs qui étaient plus en avance mais pas l'agriculture et ont évolué vers la culture de la céramique perforée vers la fin du IVe millénaire av. J.-C. Cette culture est d'abord contemporaine puis chevauche la culture des vases à entonnoir. Les études semblent indiquer que ces deux groupes différents ont coexisté dans la péninsule scandinave pendant plusieurs centaines d'années avec une identité culturelle, des modes de vie et des régimes alimentaires distincts. À certains endroit, comme c'est le cas sur l'île de Gotland, les populations semblent passer d'une subsistance de type agricole vers une subsistance basée sur la pêche. Ces populations ont probablement arrêté la progression des agriculteurs et les ont repoussés vers le Sud et le Sud-Ouest de la Suède. À la fin, les cultures semblent s’être mélangées, formant la culture d’Alvastra.[réf. nécessaire]

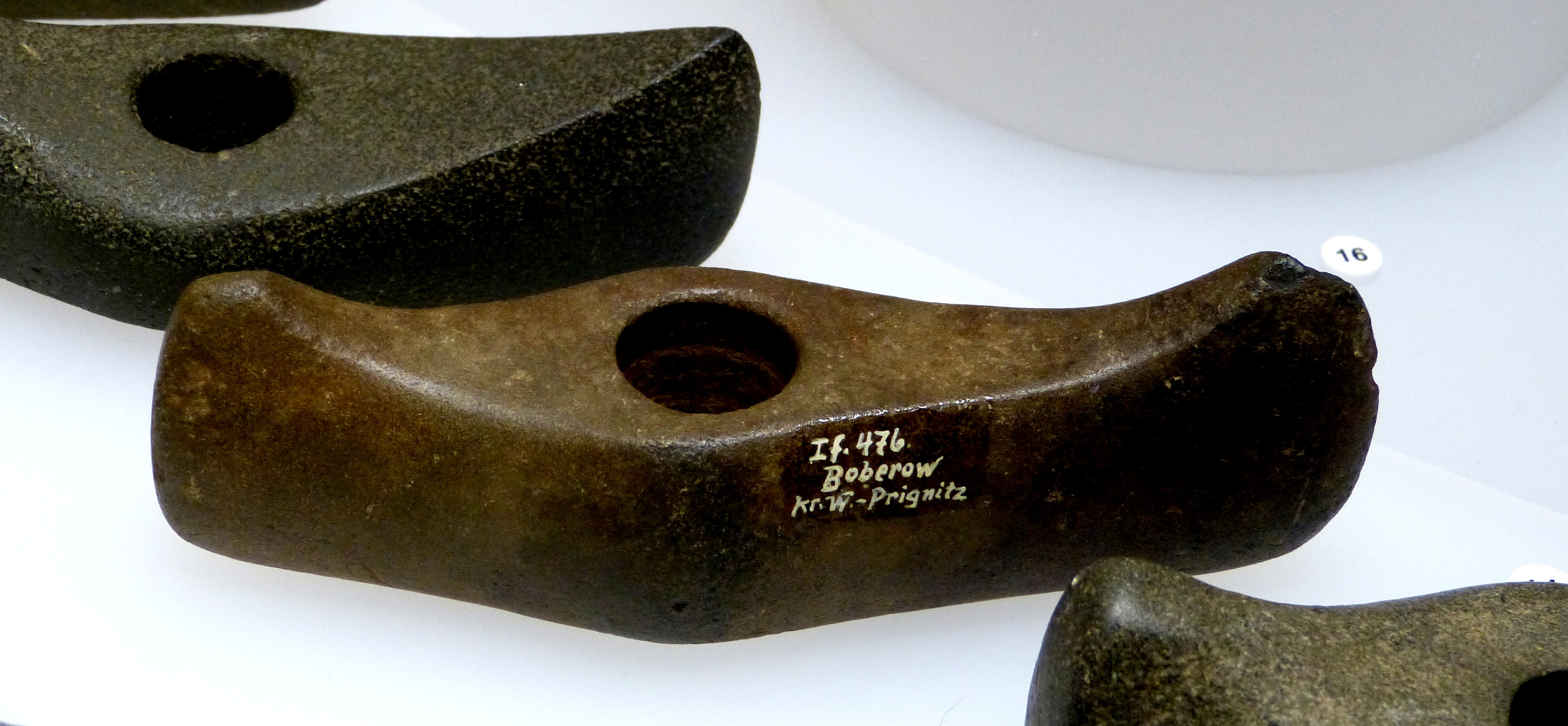
Haches de combat en forme de bateau caractéristiques de la culture de la céramique cordée scandinave et des côtes de l'Allemagne du Nord

On ignore quelle langue parlaient les premiers Scandinaves, mais vers la fin du IIIe millénaire av. J.-C., la péninsule scandinave fut envahie par des populations nouvelles, dont de nombreux chercheurs pensent qu'ils parlaient une langue proto-indo-européenne, apportant la culture de la céramique cordée. Ces nouvelles populations se sont installées en Uppland et dans le fjord d'Oslo. Ils ont probablement apporté la langue qui est l'ancêtre des langues scandinaves modernes. Ce sont des éleveurs de bétail, et avec eux la plus grande partie du Sud de la Scandinavie entre dans le Néolithique. On observe dans ces régions un remplacement presque complet de la population locale. L'ascendance liée aux agriculteurs du Néolithique reste présente, mais la source est maintenant différente. Elle est modélisée comme dérivant presque exclusivement d'un groupe génétique associé à la culture des amphores globulaires du Néolithique tardif.

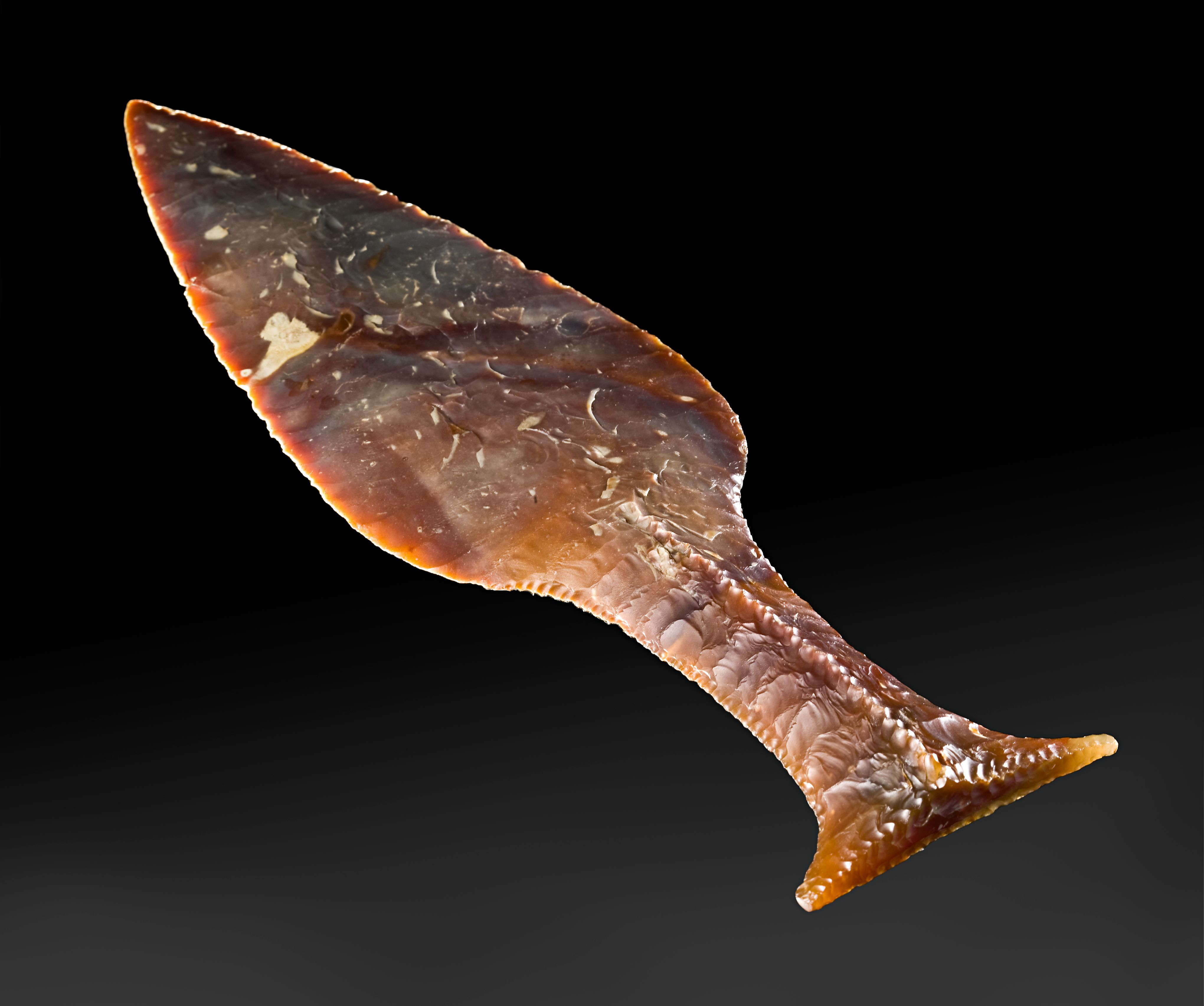
La dague d'Hindsgavl, une dague en silex d'environ 30 cm, Fænø, environ 1900 à 1 800 av. J.-C.

Il existe des preuves archéologiques que ce fut une époque de violence, tant au Danemark qu'ailleurs. De plus, la peste s'est répandue au cours de cette période. En tandem avec d’autres indicateurs de déclin démographique et de reboisement généralisé après 3 000 cal. av. J.-C., ces éléments suggèrent que les populations locales d’Europe centrale et septentrionale pourraient avoir été gravement touchées avant l’arrivée de nouveaux arrivants ayant une ascendance liée à la steppe. Ces facteurs pourraient également expliquer le renouvellement rapide de la population et le mélange limité avec la population locale.
La culture des haches de combat, forme spécifique de la culture de la céramique cordée en Scandinavie, qui s'étend depuis la Scanie jusqu'à l'Uppland et le Trøndelag était basée sur les mêmes pratiques agricoles que la culture précédente des vases à entonnoir, mais l'apparition du métal changea le système social. Les groupes des haches de combat se sont probablement mélangés avec les agriculteurs du néolithique moyen (par exemple de la culture des vases à entonnoir) mais sans contribution substantielle des cueilleurs néolithiques de la culture de la céramique perforée.
Au cours de la phase III du Néolithique supérieur et de l'Âge du Bronze qui est datée vers 1900 av. J.-C. apparaît un groupe distinct d'individus scandinaves dominés par des mâles avec des haplogroupes Y I1. L'haplogroupe I1 du chromosome Y est l'un des haplogroupes dominants chez les Scandinaves d'aujourd'hui. L'augmentation rapide de la fréquence de cet haplogroupe et de l'ascendance génomique associée coïncide avec l'augmentation de la mobilité humaine observée alors en Suède, suggérant un afflux de personnes venant des régions de l'est ou du nord-est de la Scandinavie, et l'émergence de sépultures dans des cistes de pierre dans le sud de la Suède, qui ont été également introduit dans l'est du Danemark au cours de cette période. L’ascendance non locale des chasseurs-cueilleurs de ce groupe de la Scandinavie orientale serait révélatrice d’une entrée maritime à travers la Baltique plutôt que d’une entrée terrestre du sud de la Scandinavie.
Ces populations de la phase III du Néolithique supérieur et de l'Âge du Bronze constituent la source d'ascendance prédominante pour les Scandinaves de l'âge du fer, les Vikings ultérieurs et d'autres groupes européens anciens avec une association scandinave ou germanique documentée (par exemple, les Anglo-Saxons et les Goths).

## Âge du bronze

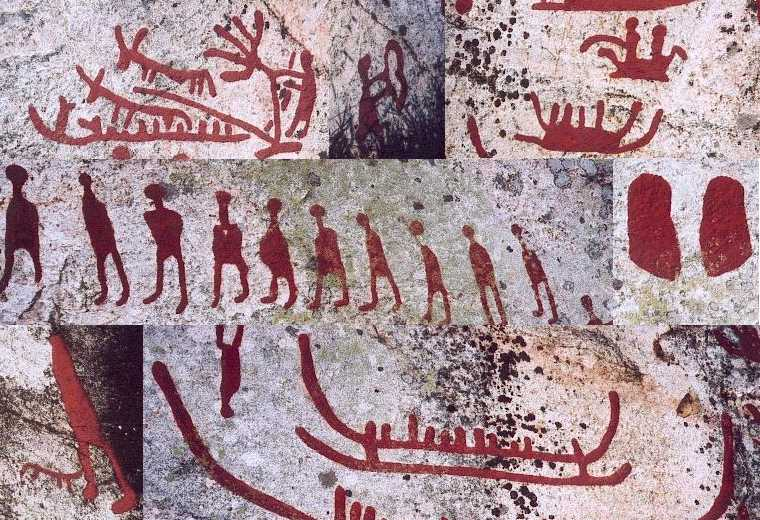
Pétroglyphes de Scandinavie (Häljesta, Västmanland en Suède). Image composite. Âge du bronze nordique. Les glyphes sont peints pour les rendre plus visibles. On ignore s’ils étaient peints à l'origine.

Durant cette période, le bronze devient dominant dans la production locale d'armes, tandis que les poignards en silex aux surfaces élégantes demeurent le cadeau funéraire masculin dominant.
Même si les Scandinaves ont rejoint les cultures européennes de l’Âge du bronze assez tardivement à travers le commerce, les sites scandinaves présentent des objets importés d'Europe centrale riches et bien conservés, composés de laine, de bois, de bronze et d'or. Pendant cette période, la Scandinavie a développé la première civilisation avancée connue dans cette région depuis l'Âge de pierre nordique. Les Scandinaves ont adopté un grand nombre de symboles d'Europe centrale et de la Méditerranée en même temps qu'ils ont créé de nouveaux styles et de nouveaux objets. La civilisation mycénienne, la culture de Villanova, la Phénicie et l’Égypte antique ont été identifiées comme sources d'influence possibles pour les œuvres scandinaves de cette période. L'influence étrangère est probablement à attribuer au commerce de l’ambre, puisque l'ambre trouvé dans les tombes mycéniennes de cette époque provient de la mer Baltique. Plusieurs pétroglyphes représentent des navires, et de grandes formations de pierres connues sous le nom de navires de pierre indiquent que le transport maritime jouait un rôle important dans cette culture. Plusieurs pétroglyphes représentent les navires qui pourraient éventuellement provenir de Méditerranée.
De cette période, on a retrouvé de nombreux pétroglyphes de différents types mais leur signification s’est perdue depuis longtemps. Il existe aussi de nombreux objets de bronze et d'or. L'apparence assez grossière des pétroglyphes par rapport aux œuvres en bronze a donné naissance à la théorie selon laquelle ils ont été produits par différentes cultures ou des groupes sociaux différents. Aucune langue écrite n’existait dans les pays nordiques au cours de l'Âge du bronze.
L'Âge du bronze a été caractérisé par un climat chaud (comparable à celui de la Méditerranée), qui a permis le développement d’une population relativement dense, mais elle s'est terminée par un changement climatique caractérisé par une détérioration, et un climat plus humide et plus froid (qui a peut-être donné naissance à la légende de la fimbulvetr) et il semble très probable que le climat ait poussé les tribus germaniques vers le sud et l’Europe continentale. Pendant cette période, il a existé une influence scandinave en Europe de l'Est. Mille ans plus tard, les nombreuses tribus germaniques de l’Est qui proclamaient leurs origines scandinaves (Lombards, Burgondes, Goths et Hérules) ont donné à la Scandinavie (Scandza) le nom de cœur des nations cité dans les Getica de Jordanès.

## Âge du fer

### Âge du fer pré-romain

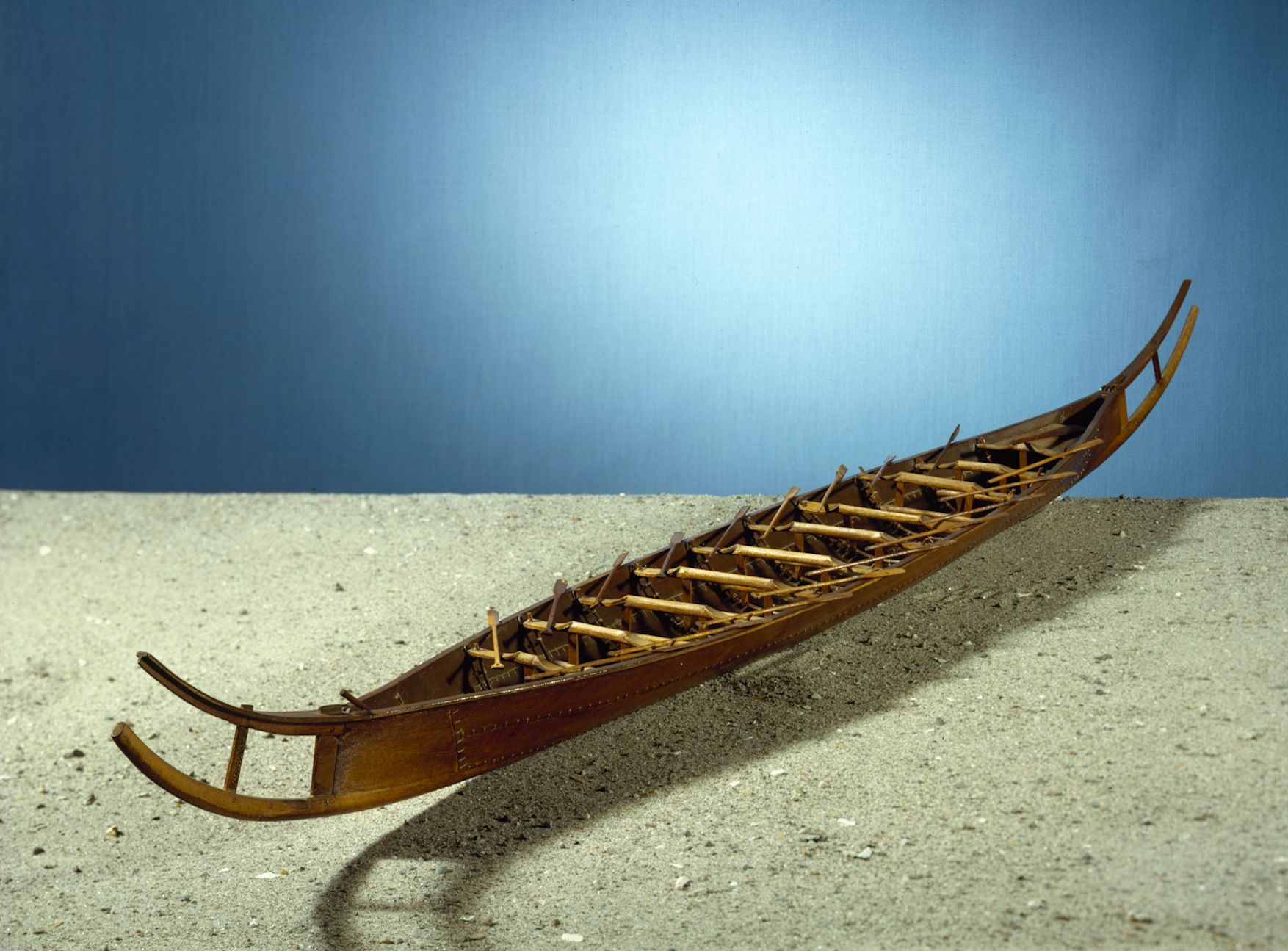
Le bateau de Hjortspring est le plus ancien vestige archéologique concernant la construction navale en Scandinavie. Danemark, environ 350 av. J.-C.

Les limites chronologiques de l’Âge du fer varient considérablement selon les régions géographiques et culturelles considérées,. Perfectionnée par les Hittites au IIe millénaire, la métallurgie du fer apparaît vers 1100 av. J.-C. dans le monde méditerranéen, vers 800 à 700 av. J.-C. dans le nord de l’Europe et vers 500 av. J.-C. en Afrique.
L'Âge du bronze s'est terminé par une détérioration du climat devenu plus froid et plus humide. Cette période est connue pour être pauvre en découvertes archéologiques. C'est aussi la période où les peuples germaniques se sont fait connaître du monde méditerranéen et des Romains.
Vers le Ve siècle avant notre ère, l'extraction du fer se développe en Scandinavie. Jusqu'alors, le bronze reposait sur des importations de cuivre et d'étain tandis que l'exploitation du fer peut se faire à une échelle locale. Afin d'alimenter les bas fourneau, l'exploitation des tourbières danoises s'accentue. Le bronze continue d'être utilisé afin de fabriquer des bijoux et accessoires vestimentaires tandis que le fer est destinés aux armes et aux outils.
Au début, le fer était précieux et était utilisé pour la décoration. Les plus anciens objets étaient des aiguilles, mais également des épées et des faucilles. Le bronze a continué à être utilisé pendant toute cette période, mais surtout pour la décoration. Les traditions étaient en continuité avec l'Âge du bronze nordique, mais il y avait une forte influence de la culture de Hallstatt d’Europe centrale. Elle a été supplantée par la tradition de la culture des champs d'urnes avec la coutume de brûler les cadavres et de placer les cendres dans des urnes. Au cours des derniers siècles, les influences de la culture de La Tène d’Europe centrale s’est propagée à la Scandinavie à partir du Nord-Ouest de l’Allemagne, et on a fait des découvertes au cours de cette période dans toutes les provinces du Sud de la Scandinavie. De cette époque, les archéologues ont trouvé des épées, des boucliers, des fers de lance, des ciseaux, des faucilles, des pinces, des couteaux, des aiguilles, des boucles, des bouilloires, etc. Le bronze a continué à être utilisé pour les torques et les bouilloires, dont le style était en continuité avec l'Âge du bronze. L'une des trouvailles les plus importantes est le char de Dejbjerg du Jutland, un char à quatre roues de bois avec des pièces de bronze.
L'exploitation du fer a un impact sur les sociétés scandinaves et permet aux régions qui en possèdent de se distinguer des autres en particulier au Danemark et dans le sud de la Suède. Il faut toutefois attendre le Ier siècle pour que cette production se développe, en lien avec la remontée de l'Empire romain vers le nord.

### Âge du fer romain

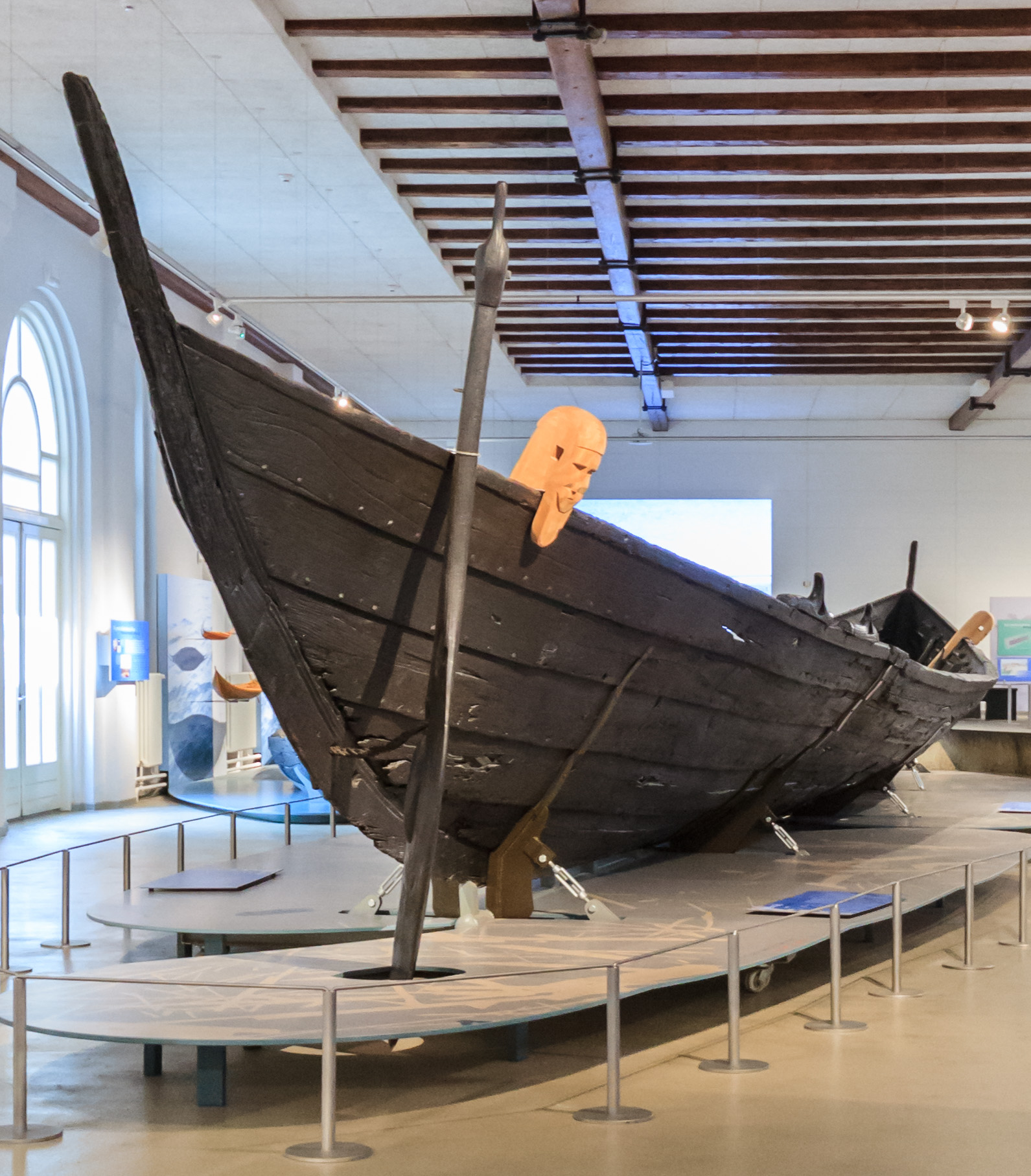
Bateau de Nydam reconstruit au château de Gottorp, vers 340-350 de notre ère

Selon Oscar Montelius, en Scandinavie, l'âge du fer romain est un segment de l'âge du fer et s'étend du Ier siècle au Ve siècle. Il étend également l'usage de ce terme au nord de l'Allemagne et aux Pays-Bas.
La Scandinavie est décrite pour la première fois au Ier siècle par Pline l'Ancien dans son Histoire naturelle sous le nom de Scadinavia. Il la pense comme une île de la mer Baltique dont il ignore la taille. Pour les auteurs latins, ces territoires représentent les confins septentrionaux du monde connu. C'est surtout Tacite qui présente, dans La Germanie, plusieurs peuples installés en Scandinavie comme les Swedes (Suiones) et les Goths de Scandinavie (Gautoi). De nombreuses tribus germaniques maintiennent des contacts soutenus avec la culture et la présence militaire de l’Empire romain
Dès le Ier siècle, des artefacts d'origine romaine sont retrouvés dans les tombes danoises avant de se diffuser dans les autres territoires scandinaves. Ils peuvent être le résultat de cadeaux diplomatiques, de tributs, d'échanges commerciaux ou encore le fruit de pillages. Il est probable que Rome ait entretenu des alliances avec certains groupes. Parmi ces biens importés se trouvent des récipients, des statuettes en bronze, des gobelets en verre, des boucles émaillées, etc. Pour la première fois apparaissent des objets tels que les cisailles et les pions.
Cette période est également forte en échange d'or sous forme de lingots ou de pièces qui sont refondus afin de fabriquer des bijoux. L'or demeure, jusqu'au milieu du VIe siècle, le produit le plus importé par le biais des échanges commerciaux, du pillage ou de la solde des mercenaires au service de l'Empire Romain. Les richesses déployées et le renouvellement des outils permettent de renforcer le développement de l'agriculture qui voit, au IIIe siècle, une importante extension de ses surfaces cultivées, gagnant du terrain sur les espaces boisés. Ce développement s'observe en particulier dans le sud-est de la Norvège autour d'Oslo, ainsi que dans la région de Gamla Uppsala en Suède. La diffusion de la culture de céréales telles que l'orge, le blé et le seigle s'étend de l'âge du fer romain jusqu'à l'âge des vikings. L'élevage est une autre composante de l'économie rurale en développement. La viande demeure un produit rare et saisonnier.
Les armes romaines sont également appréciées et importées. On retrouve de nombreux gladius et spatha dans les tourbières du sud de la Scandinavie. À Illerup Ådal (en), un site archéologique du IIIe siècle, on retrouve plusieurs armes et accessoires portant des inscriptions latines et décorées de figures de la mythologie romaine.
Au IIIe siècle et IVe siècle, certains éléments ont été importés des tribus germaniques qui s'étaient installées au nord de la mer Noire, comme les runes.
On a aussi découvert de nombreux hommes des tourbières datant de cette époque au Danemark, au Schleswig et dans le Sud de la Suède. Associés à ces corps momifiés, on a trouvé des armes, des articles ménagers et des vêtements de laine. De grands navires conçus pour la navigation à la rame ont été découverts à partir du IVe siècle à Nydam Mose dans le Schleswig. Beaucoup ont été enterrés sans avoir été brûlés, mais la tradition de l’incinération retrouve plus tard sa popularité.

### Âge du fer germanique

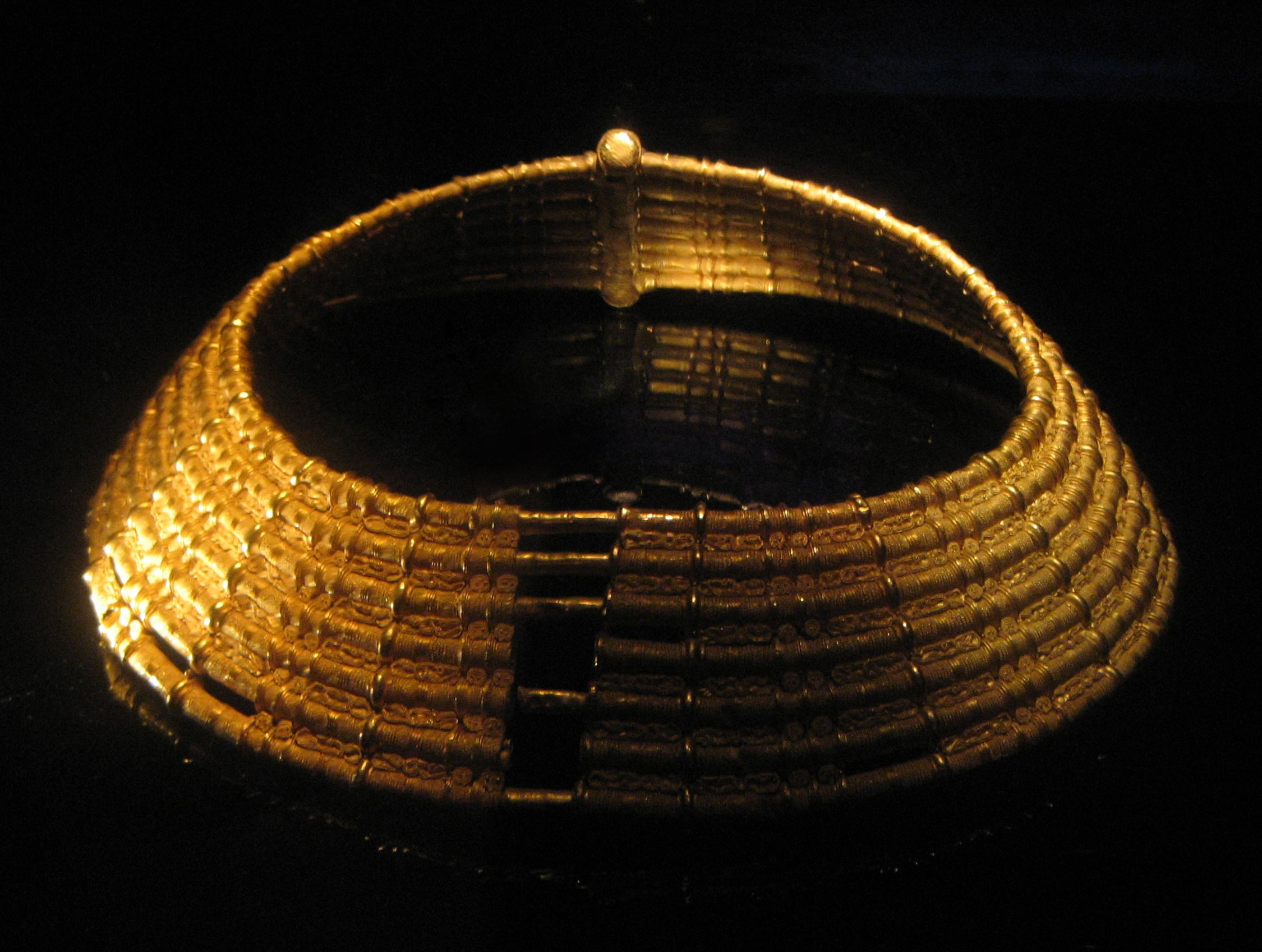
Colliers en or. Le collier Möne. Âge du fer germanique (Västergötland, Suède)

La période succédant à la chute de l'Empire romain est connue sous le nom d’âge du fer germanique. Elle est divisée en premier ou ancien âge du fer germanique (375-520/530) et deuxième ou récent âge du fer germanique (520/530-800), appelé âge mérovingien en Norvège et âge de Vendel en Suède, avec de riches sépultures dans le bassin du lac Mälar.
Le premier âge du fer germanique est la période où les Danes entrent dans l'histoire, lesquels selon Jordanès, étaient une branche des Suédois (Suiones, Suethans, Suetidi) qui avait remplacé les Hérules.
Au cours du IVe siècle et du Ve siècle, l'Europe est en proie à de nombreux déplacements de populations telles que les Vandales, les Alains et les Suèves sous la pression des invasions des Huns puis des Avars. La Scandinavie n'échappe pas à ce phénomène, de sorte que l'on peut parler de « période des migrations » en Norvège et en Suède dès le Ve siècle. Les Jutes (implantés au nord du Jutland), les Angles (implantés au sud du Jutland) et les Saxons (implantés dans l'actuel Schleswig-Holstein) s'étendent vers le sud et l'ouest puis par la mer jusqu'à constituer plusieurs royaumes dans le sud de l'Angleterre.
Il semble qu'au moment de la chute de l'Empire romain, beaucoup d'or circulait en Scandinavie, ainsi qu'en témoignent les nombreuses découvertes de « trésors » en or datant de cette période. L'or était utilisé pour fabriquer les décorations de fourreaux et des bractéates (pièces de monnaie transformées en pendentifs) et autres artéfacts comme les cornes d'or de Gallehus ou les gullgubber de Hov.
Au cours du Ve siècle et du VIe siècle, l'or et l'argent sont devenus plus courants. Une grande partie peut être attribuée à la mise à sac de l'Empire romain par les tribus germaniques, à partir desquels de nombreux Scandinaves se sont fournis en or et en argent.
Après la disparition de l'Empire romain, la circulation de l'or s'amoindrit. Les Scandinaves ont commencé à fabriquer des objets en bronze doré, avec des décorations de rubans entrelacées d'animaux dans un style scandinave. Les décorations du premier âge du fer germanique montrent que les représentations d’animaux sont plutôt fidèles anatomiquement, mais à la fin de l’âge du fer germanique elles évoluent vers des formes plus complexes avec des formes intriquées et des membres entrelacés qui sont bien connus à l’âge des Vikings.
À partir du VIe siècle, la Scandinavie est touchée par la peste de Justinien comme le reste de l'Europe. À ceci s'ajoute l'impact climatique sur la démographie de plusieurs éruptions volcaniques survenues entre 536 et 547 en Islande. Cette situation, jointe à un refroidissement climatique, provoque de mauvaises récoltes et des crises alimentaires. Vers la seconde moitié du VIe siècle, les sociétés scandinaves évoluent vers une plus grande stabilité politique avec la diminution du besoin d'afficher ses richesses et son prestige et la fin de la pratique des dépôts sacrificiels. Les sociétés demeurent fragiles sur le plan politique car le chef reste traditionnellement lié à ses succès militaires, son prestige, et l'approbation d'un conseil dont le pouvoir évolue vers le système des thing. Dès le VIIe siècle, la consolidation de certains pouvoirs locaux s'étend et s'impose sur des régions plus vastes sans réellement représenter un royaume à l'ensemble clairement délimité.
Sur le plan commercial, la Scandinavie exporte des ressources issues de la chasse à la baleine, au morse ainsi que de fourrures issus de la chasse. La Scandinavie profite d'un important réseau commercial qui lui permet d'obtenir des produits exotiques (perles de verre, cauris de la mer rouge, grenats d'Inde). Avec l'introduction de la navigation à voile sur les bateaux viking et la transition de la monnaie en or au sceat en argent, la nature des échanges évolue également et permet de renforcer le commerce de marchandises plus ordinaires. En conséquence, les sites portuaires se développent sur l'ensemble du littoral.

### Évolution des sociétés scandinaves

#### Hiérarchisation sociale
Engagé à l'âge du bronze, le processus de stratification sociale se renforce particulièrement à partir du IIe siècle à cause des interactions accrues avec le monde romain. Les Scandinaves engagés comme mercenaires romains reviennent, en plus de l'or de leur paie, avec la connaissance de nouveaux modèles politico-militaires. La région frontalière devient une zone instable et renforce l'économie de prestige qui se déploie au Danemark, dans le sud de la Norvège et le sud de la Suède. Les sociétés subissent un morcellement politique et s'organisent en tribus indépendantes structurées autour d'un chef dont le pouvoir peut être limité par une assemblée (qui plus tard deviendra le thing). Ce fonctionnement est évoqué dans la Guerre des Gaules de Jules César lorsqu'il décrit la tenue d'un conseil par les Suèves, puis plus tard par Tacite.
Les chefs qui émergent de cette reconfiguration concentrent les pouvoirs politico-militaires, les prérogatives culturelles et le profit commercial. La dilapidation des ressources afin d'ériger des bâtiments, offrir des banquets ou garnir les tombes avec faste fait partie intégrante du fonctionnement de ces sociétés et en est un facteur d'instabilité. La richesse des découvertes archéologiques de cette période ne témoignent pas de l'enrichissement des sociétés mais d'une période de forte tension sociale et de compétition entre les différents groupes d'individus. À la fin de l'âge du fer romain, cette stratification sociale et ce système de chefferie dominent la Scandinavie. Le complexe de Gudme-Lundeborg est un site archéologique qui atteste de cette concentration des fonctions commerciales, politiques et culturelles au sein d'un même groupe d'individus. Cependant, le pouvoir des chefs scandinaves reste fluide et réparti de manière inégale sur le territoire. Au cours des IIIe siècle et IVe siècle, des lieux de pouvoir majeurs apparaissent comme à Gudme, Albjerg, Gudbjerg (en) et Bornholm (Sorte Muld). Sur la côte Norvégienne, des bâtiments rappelant la forme d'un bateau apparaissent à partir du IVe siècle sur des sites qui concentrent ces différents pouvoirs comme à Karmøy.
Morcelée en petites sociétés, la compétition et les conflits règnent sur la Scandinavie où les chef fidélisent leurs hommes en partageant le butin constitué à la suite de victoires militaires ou en cas de récolte de tributs. Les fortifications érigées à partir du IIIe siècle reflètent cette idéologie guerrière plus prononcée comme c'est le cas à Torsburgen, sur l'île de Gotland ou à Olgerdiget (da), à Tinglev (en).

#### Chefs et premiers rois scandinaves
Le terme þiudans, dérivé de þiuda (qui signifie « peuple » ou « tribu »), désigne initialement un chef ou un roi dans les sociétés tribales germaniques. Il apparaît dans des sources anciennes, comme celles de Tacite, qui décrit la structure sociale des tribus germaniques. À cette époque, le titre implique une forme de leadership basé sur la légitimité, le soutien du peuple, et l'héritage tribal. Il est utilisé principalement entre le Ier et VIe siècles et fait référence à des dirigeants qui exercent une autorité non seulement par la force, mais aussi par l'accord et le consentement de leur communauté. Les rois désignés comme þiudans sont souvent liés à la terre et aux ancêtres, avec un pouvoir fondé sur le respect et l'honorabilité.
Le terme dróttinn apparaît dans le contexte des chefs militaires. Son étymologie provient de l'ancien mot germanique druhti, signifiant « troupe » ou « armée ». Le dróttinn représente un leadership plus dynamique, axé sur la compétence militaire et la protection des sujets. Utilisé entre le VIe et IXe siècles, le titre de dróttinn est attribué à ceux qui commandent des forces armées et mènent des campagnes militaires. Les dróttinn exercent souvent leur autorité à travers des liens personnels avec leurs guerriers, créant des réseaux de loyauté basés sur le service militaire et le partage des richesses.
Le terme konungr, qui signifie « roi » en vieux norrois, fait son apparition plus tardivement, probablement entre le Ve et VIe siècles. Ce titre représente une évolution vers une royauté plus héréditaire et centralisée. Le terme konungr commence à désigner les dirigeants de dynasties établies, marquant une transition vers des structures monarchiques plus complexes. La royauté héréditaire devient plus importante, et les titres de konungr sont associés à des lignées royales, telles que les Ynglingar et les Skjoldungar.